# 前490年
| 千纪： | 前1千纪 |
| 世纪： | 前6世纪 \| 前5世纪 \| 前4世纪 |
| 年代： | 前520年代 \| 前510年代 \| 前500年代 \| 前490年代 \| 前480年代 \| 前470年代 \| 前460年代 |
| 年份： | 前495年 \| 前494年 \| 前493年 \| 前492年 \| 前491年 \| 前490年 \| 前489年 \| 前488年 \| 前487年 \| 前486年 \| 前485年                                                                                         |
| 纪年： | 周敬王三十年 魯哀公五年 齊景公五十八年 晉定公二十二年 秦悼公元年 楚昭王二十六年 宋景公二十七年 卫出公三年 陳湣公十二年 蔡成侯元年 曹伯阳十二年 郑声公十一年 燕孝公三年 吴王夫差六年 越王勾踐七年 杞僖公十六年 |

## 大事記
- 波斯王大流士一世出動陸海軍共 25,000 人，進攻雅典和埃維厄兩國，雖然成功登陸巴爾幹半島，但在馬拉松戰役被擊退。
- 齊景公病重，命國惠子、高昭子立少子公子荼（安孺子）為太子。
- 趙氏擊敗范氏和中行氏。

## 出生
- 恩培多克勒（前490年－前430年），古希臘哲學家。
- 普羅塔哥拉（約前490年－前420年）是一個前蘇格拉底哲學家，被柏拉圖認為是詭辯學派的一員。

## 逝世
- 齊景公